# Список объектов всемирного наследия ЮНЕСКО в Йемене
В списке объектов всемирного наследия ЮНЕСКО в Йемене насчитывается 5 наименований (на 2023 год). Из них четыре находятся под угрозой: исторический центр Саны и Шибама значительно разрушены в связи с вооруженным конфликтом в Йемене. В Забиде старинные постройки разрушаются, уступая место бетонным. Кроме этого, по состоянию на 2023 год, 9 объектов на территории Йемена находятся в числе кандидатов на включение в список всемирного наследия ЮНЕСКО.
| № | Изображение | Название                                                 | Расположение    | Время создания                     | Год внесения в список        | №    | Критерии    |
| - | ----------- | -------------------------------------------------------- | --------------- | ---------------------------------- | ---------------------------- | ---- | ----------- |
| 1 |             | Старый укрепленный город Шибам                           | город Шибам     | III век                            | 1982 (под угрозой с 2015 г.) | 192  | III, IV, VI |
| 2 |             | Исторический центр города Сана                           | город Сана      | —                                  | 1986 (под угрозой с 2015 г.) | 385  | IV, V, VI   |
| 3 |             | Исторический город Забид                                 | —               | —                                  | 1993 (под угрозой с 2000 г.) | 611  | II, IV, VI  |
| 4 |             | Архипелаг Сокотра                                        | Индийский океан | —                                  | 2008                         | 1263 | X           |
| 5 |             | Достопримечательности Сабейского древнего царства, Мариб | город Мариб     | 1-е тысячелетие до н. э. — 630 год | 2023 (под угрозой с 2023 г.) | 1700 | III, IV     |

## Предварительный список объектов всемирного наследия ЮНЕСКО в Йемене
| № | Изображение | Название                              | Расположение       | Время создания | Год внесения в список | №    | Критерии   |
| - | ----------- | ------------------------------------- | ------------------ | -------------- | --------------------- | ---- | ---------- |
| 1 |             | Прибрежная территория Балхаф — Бурум  | мухафаза Хадрамаут | —              | 2002                  | 1724 |            |
| 2 |             | Исторический город Саада              | мухафаза Саада     |                | 2002                  | 1718 | I, IV, V   |
| 3 |             | Джебель-Бура                          |                    | —              | 2002                  | 1723 |            |
| 4 |             | Джебель-Хараз                         |                    | —              | 2002                  | 1722 |            |
| 5 |             | Город Джибла и его окрестности        | мухафаза Ибб       | С XI века      | 2002                  | 1721 | II, IV, V  |
| 6 |             | Прибрежная территория Шарма — Джетмун |                    | —              | 2002                  | 1727 |            |
| 7 |             | Природная территория Хауф             | мухафаза Махра     | —              | 2002                  | 1726 | VII, X     |
| 8 |             | Исторический город Суля               | мухафаза Амран     |                | 2002                  | 1719 | I, III, IV |
| 9 |             | Медресе Амирия в городе Рада          | мухафаза Эль-Байда | XVI век        | 2002                  | 1720 | I, IV      |